# Syngnathus tenuirostris
Syngnathus tenuirostris is een  straalvinnige vissensoort uit de familie van zeenaalden en zeepaardjes (Syngnathidae). De wetenschappelijke naam van de soort is voor het eerst geldig gepubliceerd in 1837 door Rathke.